# Mycomya boracensis
Mycomya boracensis är en tvåvingeart som beskrevs av Coher 1959. Mycomya boracensis ingår i släktet Mycomya och familjen svampmyggor. Inga underarter finns listade i Catalogue of Life.